# 트랜센드
트랜센드(영어: Transcend Information lnc., 중국어: 創見資訊股份有限公司)은 플래시 메모리 카드 제품을 설계하고 시장에 판매하는 중화민국의 기업이다.

## 역사

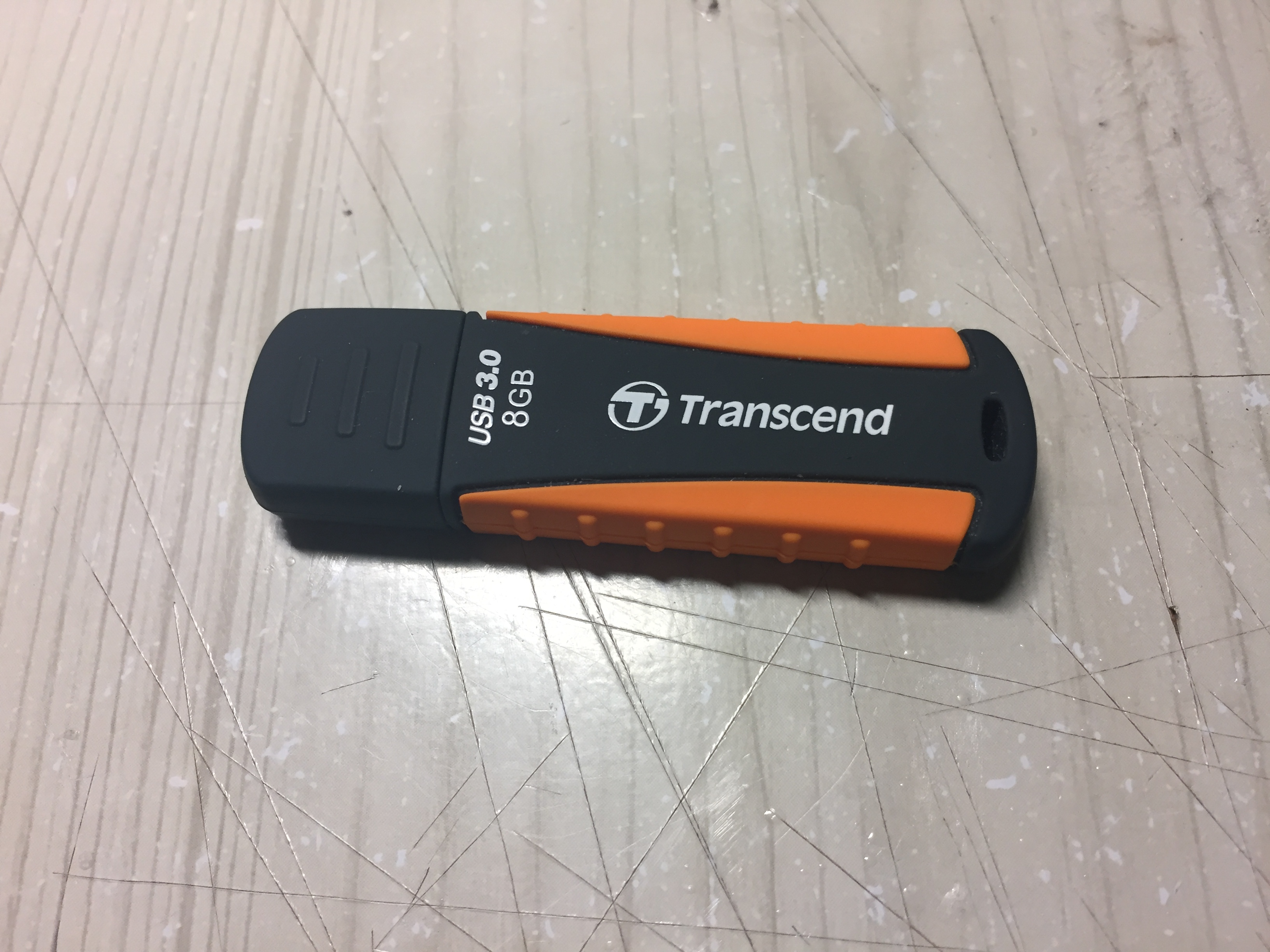
트랜센드 USB

피터 슈(Peter Shu)는 1988년 타이파에이 트랜센스 인포메이션(Transcend Information, Inc.)을 설립하였다. 첫 제품은 제트메이트(JetMate) 레이저 프린터 드라이버였으며, 이 드라이버는 고품질의 한자를 제공하였고 "KeyPro" 소프트웨어 보호 시스템을 제공하였다.
1997년 트랜센드는 ISO-9001 인증을 받았다. 일본 사무소가 도쿄에 개장되어 초기 디지털 스틸 카메라 메모리 제품을 시작하였다. PC-100 DIMM도 선보였다.

## 경쟁사
- 삼성전자
- 소니
- 샌디스크
- 킹스톤 테크놀로지
- 마이크론 테크놀로지
- PNY 테크놀로지

## 같이 보기
- 대만의 기업 목록